# Елинскас, Валентин Вацловасович
Валенти́н Вацлова́сович Елинскас (укр. Валентин Вацловасович Єлінскас; 15 августа 1958, Макеевка, Украинская ССР, СССР — 19 августа 2008, Донецк, Украина) — советский и украинский футболист, вратарь, позже тренер. Мастер спорта СССР с 1982 года. Является символом «Шахтёра» 1980-х годов.

## Клубная карьера
Начинал играть в футбол в клубе «Зарево» из Макеевки в 1970 году. Первый тренер — В. Петров. Учился в спортивном интернате из Ворошиловграда, тренеры — В. Фесенко и В. Першин. Не получив серьёзных предложений, он поступил в Тернопольский финансово-экономический институт, где Валентин проучился два года. Выступал за тернопольский «Буревестник». Затем был призван в армию, попал в полк связи КГБ. После львовский СКА взял Елинскаса к себе. Незадолго до демобилизации его перевели в хмельницкое «Подолье», где главным тренером был Владимир Онисько. Там он играл около двух сезонов.
Позже его звали в такие клубы, как киевское «Динамо», харьковский «Металлист» и одесский «Черноморец». В стан «Динамо» он не перешёл, так как был уверен, что там не сможет заиграть. В 1980 году перешёл в «Черноморец», который тогда возглавлял Никита Симонян. Приглашением Елинскаса в «Черноморец» занимался Матвей Черкасский. Основным вратарём команды тогда был Иван Жекю, но вскоре Валентин отвоевал себе место в основном составе.
Во время очередных сборов он получил сотрясение мозга. В одесской больнице ему сделали укол и занесли гепатит A. Елинскас долго лечился, но, когда вернулся в состав клуба, смог отвоевать место в составе у Юрия Роменского.
В 1982 году Елинскас не пропускал мячей в 12 матчах чемпионата СССР, по итогам года был признан футболистом года в «Черноморце» по опросу газеты «Вечерняя Одесса». По окончании сезона у него были предложения из других команд. Из клуба он ушёл в знак солидарности со своим другом Николаем Павловым, который из-за конфликта покинул «Черноморец». Всего за «Черноморец» он сыграл 41 матч и пропустил 45 мячей в чемпионате СССР.
В 1983 году перешёл в донецкий «Шахтёр». Его долго не могли заявить за клуб, но ему помог авторитет отца. В основном составе «Шахтёра» дебютировал 25 февраля 1983 года в матче Кубка СССР против вильнюсского «Жальгириса» (3:0).
В полуфинале Кубка СССР 1983 «Шахтёр» обыграл ленинградский «Зенит» (1:1, по пен. 4:3), по окончании этого матча болельщики скандировали его фамилию, так как он отразил два пенальти. В финале Кубка «Шахтёр» выиграл у харьковского «Металлиста» (1:0). В 1984 году «Шахтёр» стал обладателем Кубка сезона, обыграв днепропетровский «Днепр» (3:2 по сумме двух матчей).
В сезоне 1983/84 «Шахтёр» участвовал в Кубке обладателей кубков, по ходу турнира команда обыграла датский Б1901 и швейцарский «Серветт». В четвертьфинале команда уступила португальскому «Порту» (3:4 по сумме двух матчей), как говорил Елинскас после матча, из-за предвзятого судейства. В сезоне 1984/85 «Шахтёр» дошёл до финала Кубка СССР, где проиграл киевскому «Динамо» (1:2). В период с 1983 по 1987 год Елинскас провёл за «Шахтёр» 121 матч в чемпионате СССР. В 2010 году сайт Football.ua поставил Елинскаса на 38 место в списке 50-ти лучших игроков «Шахтёра».
В 1986 году во время турне «Шахтера» по Марокко Елинскас провёл один матч в роли нападающего в связи с нехваткой полевых игроков.
С 1988 по 1989 год выступал за луганскую «Зарю». В 1988 «Заря» заняла 20-е место в Первой лиге СССР и вылетела во Вторую лигу. Елинскас отыграл 40 матчей и пропустил 51 гол. В 1990 году Елинскас вновь выступал за «Шахтёр», провёл 5 матчей в чемпионате СССР.
В 1991 году играл за мариупольский «Новатор», сыграл 20 матчей и пропустил 10 мячей на турнире КФК. После распада СССР выступал за команду «Азовец». В 1992 клуб выступал в Первой лиге Украины, Елинскас сыграл 14 матчей и пропустил 19 мячей.
Закончил карьеру игрока из-за травм. Впоследствии занимался предпринимательской деятельностью. Затем также играл в чемпионате Донецкой области.
Выступал за команду ветеранов «Шахтёра», в 2006 году вместе с командой выиграл Кубок Украины и стал лучшим вратарём турнира.

## Карьера в сборной
Выступал за олимпийскую сборную СССР. Мог поехать на Олимпийские игры 1984 в Лос-Анджелесе, но СССР бойкотировал игры.
В 1983—1984 годах провёл около 10 неофициальных матчей за олимпийскую сборную СССР.

## Тренерская карьера
Работал тренером вратарей в «Шахтёре-3», но ушёл из-за несоответствия уровня нагрузок с уровнем заработной платы.
До конца жизни работал в донецком «Олимпике». Одним из его воспитанником является Игорь Левченко, который позже стал чемпионом Европы до 19 лет.
Незадолго до смерти стало известно, что у него рак, а также метастазы в головном мозге. 19 августа 2008 года он скончался.

## Достижения
- Обладатель Кубка СССР (1): 1983
- Финалист Кубка СССР (1): 1984/85
- Обладатель Кубка сезона (1): 1984

## Характеристика игры
Обладал хорошей реакцией, прыгучестью, блестящим умением игры на выходах.
По словам Сергея Ященко, он был техничным и координированным.

Прекрасно координированный, пластичный и прыгучий Елинскас был одним из самых одарённых вратарей в 80-е. Его отличали мгновенная реакция, хороший выбор места в воротах, эффектные лёгкие и высокие прыжки за мячом. Мастерство Елинскаса при отражении 11-метровых особенно помогло «Шахтёру» в полуфинальных матчах Кубка СССР 1983 и 1985 годов.—  Энциклопедия «Российский футбол за 100 лет». Октябрь 1997 года.

## Личная жизнь
Его отец — заслуженный металлург УССР. Жена — Галина Александровна, дети — Вера и Никита. Валентин Елинскас назвал сына в честь Никиты Симоняна.